# 尼歐肖鎮區 (密蘇里州牛頓縣)
尼歐肖鎮區（英語：Neosho Township）是位於美國密蘇里州牛頓縣的一個行政鎮區。

## 地方資料
尼歐肖鎮區的面積為219.71平方千米，當中陸地面積為218.96平方千米，而水域面積為0.74平方千米。根據2020年美國人口普查的數據，當地共有人口18860人，而人口密度為每平方千米85.84人。